# Clinotanypus microtrichos
Clinotanypus microtrichos är en tvåvingeart som beskrevs av Jing-song och Cang-jiang 1977. Clinotanypus microtrichos ingår i släktet Clinotanypus och familjen fjädermyggor. Inga underarter finns listade i Catalogue of Life.